# Dystans ucieczki

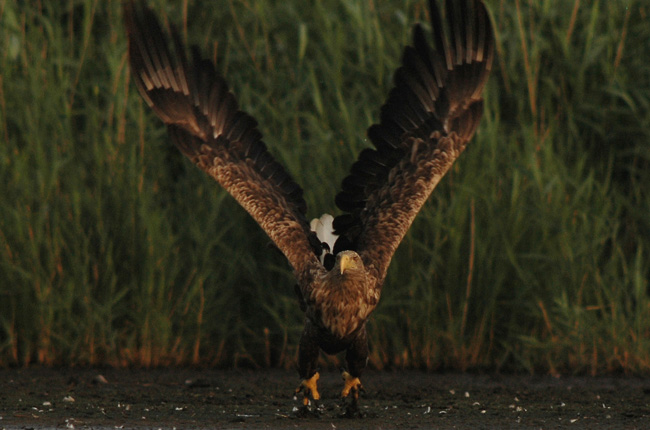
Podczas gdy dystans ucieczki w stosunku do człowieka wynosi u bielika od 200 do 400 metrów...

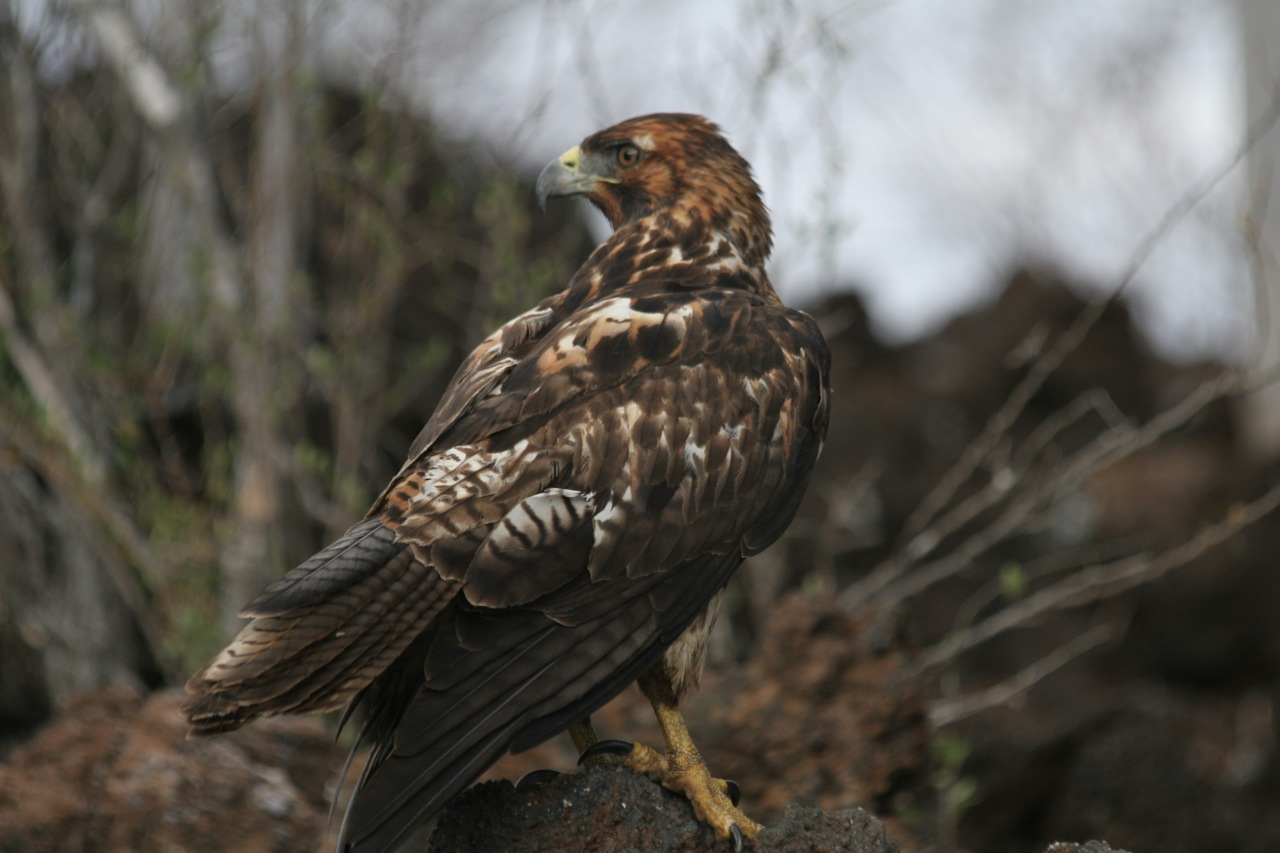
...dystans ucieczki u myszołowa galapagoskiego jest równy 0.

Dystans ucieczki – najmniejsza odległość, na którą zwierzęta pozwalają zbliżyć się swoim naturalnym wrogom, drapieżnikom lub człowiekowi w swoim siedlisku. Jest to pojęcie z etologii związane z instynktem ucieczki zwierząt. Dystans ucieczki mierzony jest w metrach, np. dystans ucieczki bielika wynosi od 200 do 400 metrów.
Dystans ucieczki może być różny w zależności od płochliwości poszczególnych populacji tego samego gatunku: populacje kosów żyjących w lasach mają większy dystans ucieczki niż żyjące w parkach miejskich, przyzwyczajone do obecności człowieka. Populacje zwierząt zamieszkujące odizolowane wyspy mają mniejszy dystans ucieczki niż populacje występujące na lądzie. Poza tym dystans może zmieniać się w zależności od pór w cyklu życiowym zwierząt. Podczas lęgów zwierzęta są zazwyczaj bardziej płochliwe niż np. w okresie godowym.
Ucieczka jest instynktowną odpowiedzią na stres, który pobudza produkcję kortykosteronu. Dystans ucieczki może się wydłużyć wraz ze wzrostem doświadczenia, które zwierzęta zbierają po przeżyciu kolejnych momentów stresujących. Te powtarzając się doprowadzają do coraz szybszego wzrostu produkcji kortykosteronu. Badania zachowania legwanów morskich z wysp Galapagos, które do niedawna nie doświadczały spotkań z drapieżnikami lądowymi, wykazały, że gady te doznawały uczucia stresu jedynie po schwytaniu. Dystans ucieczki zaczął się zwiększać u osobników, które zostały schwytane po raz kolejny. Jednak ten wyuczony, zwiększony dystans ucieczki nie wystarczał, aby uciec przed kolejnym schwytaniem przez człowieka. Brak wrodzonego instynktu ucieczki doprowadza do tego, że wprowadzone przez człowieka na wyspy koty i psy zagrażają jako nowe drapieżniki populacjom legwanów na niektórych wyspach archipelagu.